# Керимов, Ибрагим Абдулкеримович
Ибрагим Абдулкеримович Керимов (13 ноября 1922, с. Нижний Дженгутай, Буйнакский район, Дагестанская АССР, РСФСР, СССР — 4 марта 2012) — советский и российский кумыкский поэт и прозаик, литературовед, доктор филологических наук, профессор, народный писатель Дагестана (2010).

## Биография
Трудовую деятельность начал учителем начальных классов в родном селе. Участник Великой Отечественной войны. Окончил Дагестанский педагогический институт и аспирантуру при Институте языкознания АН СССР.
В 1947 г. вышел его первый поэтический сборник фронтовой лирики «Сосна». Через год — поэма «Невеста». В последующем — опубликовал на кумыкском и русском языках 26 прозаических произведений, среди которых: «Крылатая девушка», «Тревожная весна», «Место орла — небо», «Юность возвращается», «Голубые волны» и др. Его романы «Махач», «Глубокий родник» и сборник рассказов «Заря над Каспием» переведены на русский язык и изданы в Москве. Автор научных и литературоведческих работ, посвященных творчеству классиков кумыкской поэзии и вопросам диалектологии кумыкского языка, а также учебников и учебных пособий для школ и вузов республики.

## Награды и звания
- Орден Отечественной войны II степени.
- Орден «Знак Почёта» (04.05.1960).
- Награждён многими медалями.
- Народный писатель Республики Дагестан (2010)[1].
- Заслуженный деятель науки Дагестанской АССР.